# Skimmervägsteklar
Skimmervägsteklar (Caliadurgus) är ett släkte av steklar som beskrevs av Pate 1946. Skimmervägsteklar ingår i familjen vägsteklar.
Släktet innehåller bara arten Caliadurgus fasciatellus.